# Fahrschule (1986)
Fahrschule ist eine deutsche Filmkomödie der DEFA von Bernhard Stephan aus dem Jahr 1986. Sie beruht auf dem gleichnamigen Hörspiel von Bernd Schirmer, der auch das Filmdrehbuch verfasste.

## Handlung
Der in Dresden wohnende Mechaniker Horst Steinköhler ist Fußgänger aus Passion. Als sich sein Freund Lothar Reschke von seiner Frau scheiden lassen will, muss Reschke seinen liebevoll gepflegten Wartburg 353 verkaufen. Nach einer Fahrt unter Alkoholeinfluss hat er für zwei Jahre seinen Führerschein verloren und überredet Horst, ihm den Wagen abzukaufen. Sobald er seinen Führerschein wiederbekommt, will Reschke den Wagen zurückkaufen. Widerwillig stimmt Horst zu, wird der Wagen bei ihm doch sowieso nur in der Garage stehen.
Horst will seine Frau Gisela mit der Nachricht des Autokaufs überraschen. Gisela hat die gleiche Nachricht für ihn – nach jahrelanger Wartezeit hat sie nun endlich erfahren, dass ihr neuer Wartburg zur Abholung bereitsteht. Sie hat den Wagen sofort gekauft. Nun hat die Familie Steinköhler zwei Wagen, aber keinen Führerschein. Durch Giselas Einsatz kann Horst die Fahrschule sofort beginnen, obwohl er eigentlich gar nicht will. Parallel zu ihm beginnt auch Gisela mit Fahrstunden, ohne dass ihr Mann etwas davon erfährt. Beide haben denselben Fahrlehrer und während Horst von Fahrlehrer Benno Hempel so heftig kritisiert wird, dass er irgendwann entnervt aufgeben will, erhält Gisela mehr Lob. Sie übt heimlich mit Lothar Reschkes Wartburg und unter der Leitung von Reschke. Bald wird Horst misstrauisch, zumal Gisela ihre Nachtfahrstunden als Kinobesuche tarnt.
Als er eines Tages mit einer eigenen Fahrstunde anfangen will, erfährt er von einer jungen Fahrschülerin, dass Lehrer Hempel gerade mit Frau Steinköhler unterwegs ist. Nachdem die Fahrschülerin Andeutungen über eine Affäre gemacht hat, nehmen beide die Verfolgung des Wagens auf, da die Schülerin glaubt, Steinköhler sei selbst Fahrlehrer. Dennoch verlieren beide den Wagen bald aus den Augen. Weil die Schülerin schon über 100 Fahrstunden vorzuweisen hat und ihre Prüfung nur nicht ablegt, weil sie keinen eigenen Wagen hat, verkauft Horst ihr Reschkes Auto. Gisela wird unterdessen von Hempel zu dessen Wohnung geleitet und flieht, als Hempel ihr kurze Zeit später im Bademantel gegenübersteht. Sie verkauft ihren Neuwagen im Affekt kurzerhand über ein Inserat. Am Ende stehen die Steinköhlers ohne Wagen da und müssen in den Urlaub auf die autofreie Insel Hiddensee trampen. Auch auf der Insel kommt ihnen jedoch ein Auto entgegen und vor allem Herr Steinköhler resigniert.

## Produktion
Fahrschule wurde im Jahr 1985 in Dresden und Umgebung sowie auch in Ost-Berlin gedreht. Gisela arbeitet in einem Geschäft auf der Hauptstraße (zur Drehzeit noch Straße der Befreiung) und besucht mit ihrem Mann eine Aufführung in der Semperoper. Die Fahrschultouren führen unter anderem zum Blauen Wunder, zum Terrassenufer, über die Augustusbrücke und am Fürstenzug entlang. Die Bar, in der sich Steinköhler und Hempel treffen und in die zufällig auch die mit Reschke verabredete Gisela kommt, war die damalige Tagesbar Minidrink auf der Straße der Befreiung 1b; im selben Gebäude befand sich auch die Meißner Weinstube. Die Kostüme schuf Ursula Strumpf, die Filmbauten stammen von Marlene Willmann, Siegfried Stallner und Gunter Stötzel.
Der Film erlebte am 20. November 1986 im Berliner Kino International seine Premiere und kam am folgenden Tag in die Kinos der DDR. Am 20. Juni 1989 lief er erstmals auf DFF 1 im Fernsehen der DDR und wurde am 6. Januar 1990 erstmals im ZDF im bundesdeutschen Fernsehen gezeigt.

## Kritik
Renate Holland-Moritz stellte „manche handwerkliche Ungenauigkeit des Regisseurs“ fest, die angesichts der „darstellerische[n] Brillanz“ jedoch weniger ins Gewicht fällt. Vor allem die Szenen der Fahrstunden seien gelungen: „Die Dialoge verdichten sich zu entlarvenden, treffsicheren Pointen, die wie Sektkorken knallen.“
Für den film-dienst war Fahrschule eine „gut gespielte Komödie, die durch ironische Schlaglichter auf den Alltag in der DDR Interesse verdient.“
„Hervorragende Darsteller zeigen auf äußerst amüsante Art die auch heute noch bekannten Ängste und Ärgernisse vieler Fahrschüler“, schrieb der Progress Film-Verleih.